# Strophidia caudata
Strophidia caudata är en fjärilsart som beskrevs av Fabricius 1781. Strophidia caudata ingår i släktet Strophidia och familjen Uraniidae. Inga underarter finns listade i Catalogue of Life.